# سربازار
سربازار هي بلدة في مقاطعة قمشي في ولاية قشقداريا في أوزبكستان.